# Grand Champ
Grand Champ – płyta rapera Earla Simmonsa (DMX) wydana w 2003 roku, nakładem Def Jam/Ruff Ryders.
Jak poprzednie płyty, ponownie debiutowała na pierwszym miejscu Billboardu, tym samym jest to rekord, bowiem żaden raper jeszcze nie osiągnął takiej liczby. Na płycie znajdują się 24 utwory w tym jeden dodatkowy. Płyta zawiera wiele featuringnów między innymi udzielili się Swizz Beatz, 50 Cent, Monica, Patti Labelle oraz Jadakiss.
Płytę Grand Champ promują następujące single: "Get It on the Floor", "We 'Bout to Blow", "Where the Hood At?" oraz "X Gon’ Give It to Ya". Singlem miało być również "Fuck Y'all", jednak ze względu na przewidywane problemy z puszczaniem na stacjach radiowych, decyzja została zmieniona.
Album został zatwierdzony jako platyna. Sprzedał się w 1,2 mln egzemplarzy.
- Piosenka "Don't Gotta Go Home" pojawiła się też na albumie "After the Storm" Moniki.
- Piosenka "X Gon’ Give It to Ya" pochodzi z płyty Cradle 2 the Grave OST. Utwór ten można usłyszeć na edytowanej angielskiej wersji Grand Champa.
- Piosenki "Where the Hood At", "Dogs Out" i "We're Back" są skierowane do Ja Rule'a.
- Na płycie miała się pojawić piosenka "Ruled Out", będąca dissem na Ja Rule’a.
- Nazwa Grand Champ pochodzi od tytułu psa, który wygrał pięć walk z rzędu.

## Lista utworów
1. "Dog Intro" (Produced by Darold 'Pop' Trotter)
2. "My Life" (featuring Chinky) (Produced by Dart La)
3. "Where the Hood At" (Produced by Tuneheadz) (Samples "Young, Gifted and Black" by Big Daddy Kane)
4. "Dogs Out" (Produced by Kanye West)
5. "Get It on the Floor" (featuring Swizz Beatz) (Produced by Swizz Beatz)
6. "Come Prepared" (Skit)
7. "Shot Down" (featuring Styles P & 50 Cent) (Produced by Salaam Wreck)
8. "Bring the Noize" (Produced by Tuneheadz)
9. "Untouchable" (featuring Sheek, Drag-On, Syleena Johnson, Infa.Red & Cross) (Produced by Tony Pizzaro)
10. "Fuck Y'all" (Produced by Ron Browz)
11. "Ruff Radio" (Skit)
12. "We're Back" (featuring Jadakiss & Eve) (Produced by Tuneheadz)
13. "Ruff Radio 2" (Skit)
14. "Rob All Night (If I'm Gonna Rob)" (Produced by Rockwilder)
15. "We Go Hard" (featuring Cam'Ron) (Produced by No I.D.)
16. "We 'Bout to Blow" (featuring Big Stan) (Produced by Dame Grease)
17. "The Rain" (Produced by DJ Scratch)
18. "Gotta Go" (Skit)
19. "Don't Gotta Go Home" (featuring Monica) (Produced by BAM & Ryan)
20. "A'Yo Kato" (featuring Magic and Val) (Produced by Swizz Beatz)
21. "Thank You" (featuring Patti Labelle) (Produced by Self)
22. "The Prayer V" (Produced by Self)
23. "On Top" (featuring Big Stan) (Produced by Mac G)
24. "X Gon’ Give It to Ya" (Dodatkowy utwór) (Produced by Shatek)

## Utwory Niewydane
- "Ruled Out"